# 24-Stunden-Rennen von Le Mans 2005

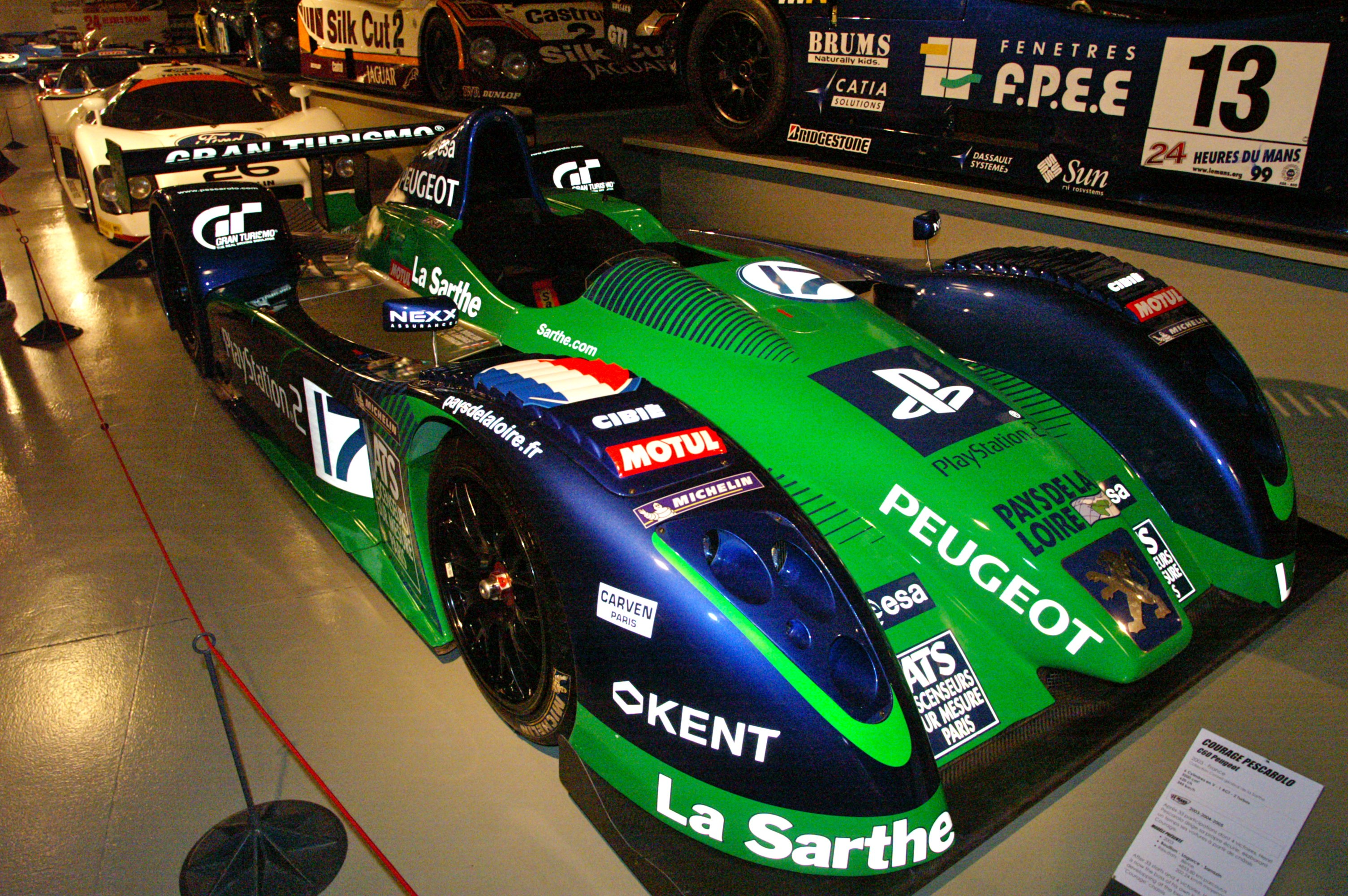
Der Pescarolo C60 mit der Startnummer 17, der am Sonntag gegen Mittag nach einem Unfall ausschied

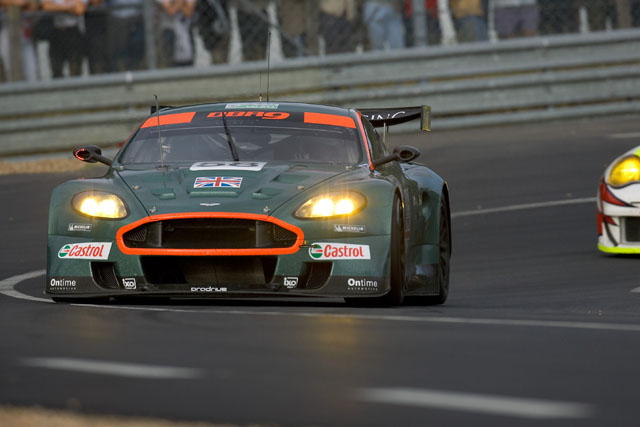
Der Aston Martin DBR9 mit der Nummer 58 und Tomáš Enge am Steuer; eine halbe Stunde vor Ende des Rennens blieb der Wagen ohne Treibstoff auf der Strecke stehen

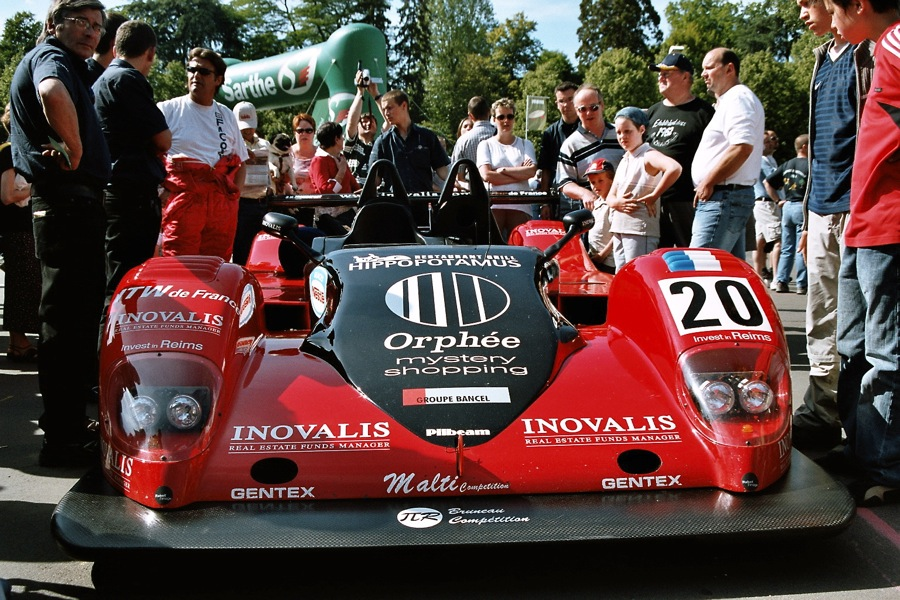
Der Pilbeam MP93 mit der Startnummer 20

Das 73. 24-Stunden-Rennen von Le Mans, der 73e Grand Prix d’Endurance les 24 Heures du Mans, auch Le Mans 24 Hours, Circuit de la Sarthe, Le Mans fand vom 18. bis 19. Juni 2005 auf dem Circuit des 24 Heures statt.

## Vor dem Rennen
2005 war den bisher überlegenen Audi R8 mit dem Pescarolo C60 ein ebenbürtiger Gegner erwachsen. Henri Pescarolo nützte eine Lücke im Le-Mans-Reglement. Wie beim Dome S101 entsprach das Chassis nach wie vor den alten LMP-900-Regularien, die Aerodynamik jedoch einem LMP1-Fahrzeug dieses Jahres. Mit dem Pescarolo C60 Hybrid hatte Pescarolo plötzlich ein siegfähiges LMP1-Konzept, das zu Serienerfolgen in der Le Mans Series führte. Wie Jahr davor verpflichtete Pescarolo ausschließlich französische Fahrer. Den Wagen mit der Startnummer 16 fuhren Emmanuel Collard, Jean-Christophe Boullion und Érik Comas. Für den Wagen mit der Startnummer 17 gelang die Verpflichtung des schon damals in Frankreich sehr populären Rallye-Weltmeisters Sébastien Loeb; mit ihm gingen Soheil Ayari und Éric Hélary an den Start.
Die Audi R8 wurden wie in den Jahren davor von Privatteams eingesetzt. Zwei Fahrzeuge wurden vom US-amerikanischen Champion Racing Team gemeldet. Ein drittes Fahrzeug übernahm ORECA. Den Audi's wurde die Luftdurchflussmenge der Turbolader beschränkt, dazu mussten die Rennwagen mit 50 kg Zusatzgewicht starten.

## Rennverlauf
Im Training waren die Pescarolo C60 deutlich schneller als die R8. Emmanuel Collard lag bei seiner Pole-Position-Runde mit einer Zeit von 3:34.715 Minuten um drei Sekunden vor dem besten Audi mit Allan McNish am Steuer. Im Rennen waren die beiden aus der ersten Startreihe gestarteten französischen LMP-1-Prototypen nicht standfest genug. Vor allem Probleme mit dem Getriebe machten den Wagen zu schaffen. Am Schluss fehlten dem Wagen mit der Nummer 16 zwei Runden auf den Siegerwagen in dem Tom Kristensen seinen siebten und Marco Werner seinen ersten Gesamtsieg feierte.

## Ergebnisse

### Piloten nach Nationen
| 39 Franzosen   | 31 Briten   | 17 US-Amerikaner | 10 Deutsche  | 7 Japaner     |
| 7 Niederländer | 6 Italiener | 5 Dänen          | 4 Kanadier   | 4 Portugiesen |
| 3 Belgier      | 3 Schweizer | 3 Russen         | 1 Australier | 1 Brasilianer |
| 1 Finne        | 1 Monegasse | 1 Neuseeländer   | 1 Saudi      | 1 Schwede     |
| 1 Tscheche     |             |                  |              |               |

### Schlussklassement
| Pos.            | Klasse | Nr. | Team                           | Fahrer                                                | Chassis                   | Motor                  | Reifen | Runden |
| --------------- | ------ | --- | ------------------------------ | ----------------------------------------------------- | ------------------------- | ---------------------- | ------ | ------ |
| 1               | LMP1   | 3   | ADT Champion Racing            | Tom Kristensen JJ Lehto Marco Werner                  | Audi R8                   | Audi 3.6L Turbo V8     | M      | 370    |
| 2               | LMP1   | 16  | Pescarolo Sport                | Emmanuel Collard Jean-Christophe Boullion Érik Comas  | Pescarolo C60 Hybrid      | Judd GV5 5.0L V10      | M      | 368    |
| 3               | LMP1   | 2   | ADT Champion Racing            | Frank Biela Allan McNish Emanuele Pirro               | Audi R8                   | Audi 3.6L Turbo V8     | M      | 364    |
| 4               | LMP1   | 4   | Audi PlayStation Team Oreca    | Franck Montagny Jean-Marc Gounon Stéphane Ortelli     | Audi R8                   | Audi 3.6L Turbo V8     | M      | 362    |
| 5               | GT1    | 64  | Corvette Racing                | Oliver Gavin Olivier Beretta Jan Magnussen            | Chevrolet Corvette C6.R   | Chevrolet LS7R 7.0L V8 | M      | 349    |
| 6               | GT1    | 63  | Corvette Racing                | Ron Fellows Massimiliano Papis Johnny O’Connell       | Chevrolet Corvette C6.R   | Chevrolet LS7R 7.0L V8 | M      | 347    |
| 7               | LMP1   | 10  | Racing for Holland             | Jan Lammers Elton Julian John Bosch                   | Dome S101                 | Judd GV4 4.0L V10      | D      | 346    |
| 8               | LMP1   | 12  | Courage Compétition            | Dominik Schwager Alexander Frei Christian Vann        | Courage C60 Hybrid        | Judd GV4 4.0L V10      | Y      | 339    |
| 9               | GT1    | 59  | Aston Martin Racing            | David Brabham Stéphane Sarrazin Darren Turner         | Aston Martin DBR9         | Aston Martin 6.0L V12  | M      | 333    |
| 10              | GT2    | 71  | Alex Job Racing                | Mike Rockenfeller Marc Lieb Leo Hindery               | Porsche 911 GT3 RSR       | Porsche 3.6L Flat-6    | Y      | 332    |
| 11              | GT2    | 90  | Petersen Motorsports           | Jörg Bergmeister Patrick Long Timo Bernhard           | Porsche 911 GT3 RSR       | Porsche 3.6L Flat-6    | M      | 331    |
| 12              | GT1    | 50  | Larbre Compétition             | Patrice Goueslard Olivier Dupard Vincent Vosse        | Ferrari 550 GTS Maranello | Ferrari F133 5.9L V12  | M      | 324    |
| 13              | GT2    | 80  | Flying Lizard Motorsports      | Johannes van Overbeek Lonnie Pechnik Seth Neiman      | Porsche 911 GT3 RSR       | Porsche 3.6L Flat-6    | M      | 323    |
| 14              | LMP1   | 7   | Creation Autosportif Ltd.      | Nicolas Minassian Jamie Campbell-Walter Andy Wallace  | DBA 03S                   | Judd GV4 4.0L V10      | M      | 322    |
| 15              | GT2    | 76  | IMSA Performance               | Raymond Narac Sébastien Dumez Romain Dumas            | Porsche 911 GT3 RS        | Porsche 3.6L Flat-6    | M      | 322    |
| 16              | LMP1   | 18  | Rollcentre Racing              | Martin Short João Barbosa Vanina Ickx                 | Dallara SP1               | Judd GV4 4.0L V10      | M      | 318    |
| 17              | GT1    | 61  | Russian Age Racing             | Nikolai Fomenko Alexey Vasilyev Christophe Bouchut    | Ferrari 550 GTS Maranello | Ferrari F133 5.9L V12  | M      | 315    |
| 18              | GT2    | 72  | Luc Alphand Aventures          | Luc Alphand Jérôme Policand Christopher Campbell      | Porsche 911 GT3 RS        | Porsche 3.6L Flat-6    | M      | 311    |
| 19              | GT2    | 89  | Sebah Automotive Ltd.          | Lars-Erik Nielsen Thorkild Thyrring Pierre Ehret      | Porsche 911 GT3 RSR       | Porsche 3.6L Flat-6    | D      | 307    |
| 20              | LMP2   | 25  | Ray Mallock Ltd.               | Thomas Erdos Mike Newton Warren Hughes                | MG-Lola EX264             | Judd XV675 3.4L V8     | M      | 305    |
| 21              | LMP2   | 36  | Paul Belmondo Racing           | Karim A. Ojjeh Claude-Yves Gosselin Adam Sharpe       | Courage C65               | Ford AER 2.0L Turbo I4 | M      | 300    |
| 22              | LMP2   | 37  | Paul Belmondo Racing           | Didier André Paul Belmondo Rick Sutherland            | Courage C65               | Ford AER 2.0L Turbo I4 | M      | 294    |
| 23              | GT2    | 83  | Seikel Motorsport              | Philip Collin David Shep Horst Felbermayr senior      | Porsche 911 GT3 RSR       | Porsche 3.6L Flat-6    | Y      | 274    |
| 24              | LMP2   | 30  | Kruse Motorsport               | Tim Mullen Ian Mitchell Phil Bennett                  | Courage C65               | Judd XV675 3.4L V8     | P      | 268    |
| Nicht klassiert |        |     |                                |                                                       |                           |                        |        |        |
| 25              | LMP1   | 9   | Team Jota                      | Sam Hignett John Stack Haruki Kurosawa                | Zytek 04S                 | Zytek ZG348 3.4L V8    | D      | 325    |
| 26              | GT2    | 95  | Racesport Peninsula TVR        | John Hartshorne Richard Stanton Piers Johnson         | TVR Tuscan T400R          | TVR Speed Six 4.0L I6  | D      | 256    |
| 27              | LMP2   | 24  | Rachel Welter                  | Yōjirō Terada Patrice Roussel William Binnie          | WR LMP04                  | Peugeot 2.0L Turbo I4  | P      | 233    |
| Disqualifiziert |        |     |                                |                                                       |                           |                        |        |        |
| 28              | LMP2   | 34  | Miracle Motorsports            | John Macaluso Ian James Andy Lally                    | Courage C65               | AER P07 2.0L Turbo I4  | K      | 115    |
| Ausgefallen     |        |     |                                |                                                       |                           |                        |        |        |
| 29              | GT1    | 58  | Aston Martin Racing            | Peter Kox Pedro Lamy Tomáš Enge                       | Aston Martin DBR9         | Aston Martin 6.0L V12  | M      | 327    |
| 30              | LMP1   | 17  | Pescarolo Sport                | Soheil Ayari Éric Hélary Sébastien Loeb               | Pescarolo C60 Hybrid      | Judd GV5 5.0L V10      | M      | 288    |
| 31              | GT2    | 92  | Cirtek Motorsport              | Stefan Eriksson Joe Macari Rob Wilson                 | Ferrari 360 Modena GTC    | Ferrari F131 3.6L V8   | D      | 218    |
| 32              | LMP1   | 5   | Jim Gainer International       | Ryō Michigami Seiji Ara Katsutomo Kaneishi            | Dome S101Hb               | Mugen MF408S 4.0L V8   | D      | 193    |
| 33              | GT2    | 78  | Panoz Motor Sports             | Patrick Bourdais Bryan Sellers Marino Franchitti      | Panoz Esperante GT-LM     | Ford Élan 5.0L V8      | P      | 185    |
| 34              | LMP2   | 35  | G-Force Racing Bokkenrijders   | Val Hillebrand Frank Hahn Gavin Pickering             | Courage C65               | Judd XV675 3.4L V8     | D      | 183    |
| 35              | GT2    | 92  | T2M Motorsport                 | Yutaka Yamagishi Xavier Pompidou Jean-Luc Blanchemain | Porsche 911 GT3 RS        | Porsche 3.6L Flat-6    | D      | 183    |
| 36              | LMP1   | 8   | Rollcentre Racing              | Michael Krumm Bobby Verdon-Roe Harold Primat          | Dallara SP1               | Nissan 3.6L Turbo V8   | M      | 133    |
| 37              | LMP2   | 32  | Intersport Racing              | Liz Halliday Sam Hancock Gregor Fisken                | Lola B05/40               | AER P07 2.0L Turbo I4  | G      | 119    |
| 38              | LMP2   | 31  | Noël del Bello Racing          | Romain Iannetta Christophe Pillon Ni Amorim           | Courage C65               | CG-Mecachrome 3.4L V8  | M      | 99     |
| 39              | GT1    | 69  | JMB Racing                     | Jean-René de Fournoux Stéphane Daoudi Jim Matthews    | Ferrari 575 GTC           | Ferrari F133 6.0L V12  | P      | 84     |
| 40              | GT2    | 85  | Spyker Squadron b.v.           | Tom Coronel Peter van Merksteijn Donny Crevels        | Spyker C8 Spyder GT2-R    | Audi 3.8L V8           | D      | 76     |
| 41              | GT2    | 93  | Scuderia Ecosse                | Andrew Kirkaldy Nathan Kinch Anthony Reid             | Ferrari 360 Modena GTC    | Ferrari F131 3.6L V8   | P      | 70     |
| 42              | GT1    | 51  | BMS Scuderia Italia            | Fabrizio Gollin Christian Pescatori Miguel Ramos      | Ferrari 550 GTS Maranello | Ferrari F133 5.9L V12  | P      | 67     |
| 43              | GT1    | 52  | BMS Scuderia Italia            | Michele Bartyan Matteo Malucelli Toni Seiler          | Ferrari 550 GTS Maranello | Ferrari F133 5.9L V12  | P      | 60     |
| 44              | LMP2   | 23  | Gérard Welter                  | Jean-Bernard Bouvet Robert Julien Sylvain Boulay      | WR LMP04                  | Peugeot ES9J4S 3.4L V6 | P      | 53     |
| 45              | LMP1   | 13  | Courage Compétition            | Jonathan Cochet Shinji Nakano Bruce Jouanny           | Courage C60 Hybrid        | Judd GV4 4.0L V10      | Y      | 52     |
| 46              | LMP2   | 20  | Pir Competition                | Pierre Bruneau Marc Rostan Philippe Haezebrouck       | Pilbeam MP93              | JPX 3.4L V6            | M      | 32     |
| 47              | LMP2   | 39  | Chamberlain-Synergy Motorsport | Bob Berridge Gareth Evans Peter Owen                  | Lola B05/40               | AER P07 2.0L Turbo I4  | D      | 30     |
| 48              | LMP2   | 33  | Intersport Racing              | Juan Barazi Sergei Slobin Bastien Brière              | Courage C65               | AER P07 2.0L Turbo I4  | M      | 30     |
| 49              | GT2    | 77  | Panoz Motor Sports             | Bill Auberlen Robin Liddell Scott Maxwell             | Panoz Esperante GT-LM     | Ford Élan 5.0L V8      | P      | 27     |

### Nur in der Meldeliste
Hier finden sich Teams, Fahrer und Fahrzeuge die ursprünglich für das Rennen gemeldet waren, aber aus den unterschiedlichsten Gründen daran nicht teilnahmen.
| Pos. | Klasse | Nr. | Team                               | Fahrer                                                             | Chassis                     | Motor                     | Reifen |
| ---- | ------ | --- | ---------------------------------- | ------------------------------------------------------------------ | --------------------------- | ------------------------- | ------ |
| 50   | LMP2   | 45  | Lucchini Engineering Srl.          | Fabrizio Peroni Marco Savoldi Filippo Francioni                    | Lucchini XV                 | Judd XV675 3.4L V8        |        |
| 51   | LMP1   | 14  | Team Nasamax                       | Robbie Stirling Werner Lupberger Kevin McGarrity                   | Nasamax DM139               | Judd GV4 4.0L V10         |        |
| 52   | GT1    | 55  | ACEMCO Motorsports                 | Terry Borcheller Johnny Mowlem Ralf Kelleners                      | Saleen S7-R                 | Ford 7.0L V8              |        |
| 53   | GT1    | 60  | Larbre Compétition                 |                                                                    | Ferrari 550 GTS Maranello   | Ferrari F133 5.9L V12     |        |
| 54   | LMP1   | 11  | Racing for Holland                 |                                                                    | Dome S101                   | Judd GV4 4.0L V10         |        |
| 55   | GT2    | 99  | GPC Sport Srl.                     | Luca Drudi Gabrio Rosa                                             | Ferrari 360 Modena GTC      | Ferrari F131 3.6L V8      |        |
| 56   | GT1    | 65  | Graham Nash Motorsport             | Matteo Bobbi Stéphane Lémeret Ricky Cole Paolo Ruberti             | Saleen S7-R                 | Ford 7.0L V8              |        |
| 57   | GT2    | 86  | Spyker Squadron b.v.               | Frank Munsterhuis Marc Goossens Michael Bleekemolen                | Spyker C8 Spyder GT2-R      | Audi 3.8L V8              |        |
| 58   | GT2    | 75  | Perspective Racing Thierry Perrier |                                                                    | Porsche 911 GT3 RS          | Porsche 3.6L Flat-6       |        |
| 59   | LMP1   |     | Arena Motorsport                   |                                                                    | Zytek 04S                   | Zytek ZG348 3.4L V8       |        |
| 60   | LMP1   |     | Fred Goddard Racing                |                                                                    | Reynard MP900               | Judd GV4 4.0L V10         |        |
| 61   | LMP1   |     | Lister Racing Team                 | Justin Keen                                                        | Lister Storm LMP            | Chevrolet LS1 6.0L V8     |        |
| 62   | LMP1   |     | Team Essex Invest                  | Casper Elgaard Hayanari Shimoda John Nielsen                       | Zytek 04S                   | Zytek ZG348 3.4L V8       |        |
| 63   | LMP2   |     | BBA Compétition                    | Jean-Luc Maury-Laribière Jean-Philippe Belloc                      | Courage C65                 | CG-Mecachrome 3.4L V8     |        |
| 64   | LMP2   |     | Binnie Motorsports                 | William Binnie                                                     | Lola B05/40                 | Nicholson McLaren V8      |        |
| 65   | GT2    |     | Team LNT                           | Jonny Kane Lawrence Tomlinson                                      | TVR Tuscan T400R            | TVR Speed Six 4.0L I6     |        |
| 66   | GT2    |     | Team LNT                           | Mark Hynes Patrick Pearce Richard Dean                             | TVR Tuscan T400R            | TVR Speed Six 4.0L I6     |        |
| 67   | LMP1   |     | Dyson Racing Team                  | James Weaver Butch Leitzinger Chris Dyson Guy Smith                | MG-Lola EX257               | MG AER XP20 2.0L Turbo I4 |        |
| 68   | GT1    |     | Amprex Motorsport                  | Genji Hashimoto Norman Simon                                       | Lamborghini Murciélago R-GT | Lamborghini L535 6.0L V12 |        |
| 69   | GT1    |     | Carsport Holland                   | Anthony Kumpen Bert Longin Mike Hezemans                           | Chevrolet Corvette C5-R     | Chevrolet 7.0L V8         |        |
| 70   | GT1    |     | Gianpaolo Coppi                    | Jean-Denis Delétraz Andrea Piccini Jaime Melo Jean-Philippe Belloc | Ferrari 575 GTC             | Ferrari F133 6.0L V12     |        |
| 71   | GT2    |     | British American Motorsports       | Tony Burgess Martin Jensen                                         | Porsche 911 GT3 RS          | Porsche 3.6L Flat-6       |        |
| 72   | GT2    |     | Gruppe M                           | Tim Sugden Jonathan Cocker                                         | Porsche 911 GT3 RS          | Porsche 3.6L Flat-6       |        |
| 73   | GT2    |     | Bernard Jubin                      |                                                                    | Porsche 996 GT3 RS          | Porsche 3.6L Flat-6       |        |
| 74   | LMP2   |     | Team Durango                       |                                                                    |                             |                           |        |
| 75   | LMP2   |     | Tracsport                          | John Gaw John Ingram Rick Pearson                                  | Courage C65                 | Ford AER 2.0L Turbo I4    |        |
| 76   | GT1    |     | Barron Connor Racing               |                                                                    | Ferrari 575 GTC             | Ferrari F133 6.0L V12     |        |
| 77   | GT1    |     | Choro-Q Racing Team                |                                                                    |                             |                           |        |
| 78   | GT1    |     | BAM Motorsport                     | Leo Hindery                                                        | Porsche 911 GT3 RSR         | Porsche 3.6L Flat-6       |        |
| 79   | GT1    |     | PK Sport                           |                                                                    | Porsche 911 GT3 RSR         | Porsche 3.6L Flat-6       |        |
| 80   | GT1    |     | The Racers Group                   |                                                                    | Porsche 911 GT3 RSR         | Porsche 3.6L Flat-6       |        |

### Klassensieger
| Klasse | Fahrer            | Fahrer          | Fahrer         | Fahrzeug                | Platzierung im Gesamtklassement |
| ------ | ----------------- | --------------- | -------------- | ----------------------- | ------------------------------- |
| LMP1   | JJ Lehto          | Marco Werner    | Tom Kristensen | Audi R8                 | Gesamtsieg                      |
| LMP2   | Thomas Erdos      | Mike Newton     | Warren Hughes  | MG-Lola EX264           | Rang 20                         |
| GT1    | Oliver Gavin      | Olivier Beretta | Jan Magnussen  | Chevrolet Corvette C6.R | Rang 5                          |
| GT2    | Mike Rockenfeller | Marc Lieb       | Leo Hindery    | Porsche 911 GT3-RSR     | Rang 10                         |

### Renndaten
- Gemeldet: 80
- Gestartet: 49
- Gewertet: 24
- Rennklassen: 4
- Zuschauer: 230.000
- Ehrenstarter des Rennens: Martin Winterkorn, Vorstandsvorsitzender der Audi AG
- Wetter am Rennwochenende: sehr heiß und trocken
- Streckenlänge: 13,650 km
- Fahrzeit des Siegerteams: 24:01:30.901 Stunden
- Runden des Siegerteams: 370
- Distanz des Siegerteams: 5050,500 km
- Siegerschnitt: 210,216 km/h
- Pole-Position: Emmanuel Collard – Pescarolo C60 Hybrid (#16) – 3:34,715 = 228,862 km/h
- Schnellste Rennrunde: Jean-Christophe Boullion – Pescarolo C60 Hybrid (#16) – 3:34,968 = 228,592 km/h
- Rennserie: zählte zu keiner Rennserie